# Sathropterus pumilus
Sathropterus pumilus är en stekelart som först beskrevs av Holmgren 1860.  Sathropterus pumilus ingår i släktet Sathropterus och familjen brokparasitsteklar. Arten är reproducerande i Sverige. Inga underarter finns listade i Catalogue of Life.